# Maison d'arrêt de Reims
La maison d'arrêt de Reims est une maison d'arrêt française située sur la commune de Reims dans le département de la Marne et dans la région Grand-Est.
L'établissement dépend du ressort de la direction interrégionale des services pénitentiaires de Strasbourg. Au niveau judiciaire, l'établissement relève du tribunal judiciaire de Reims et de la cour d'appel de Reims.

## Histoire

### XIXesiècle: l'ancienne prison

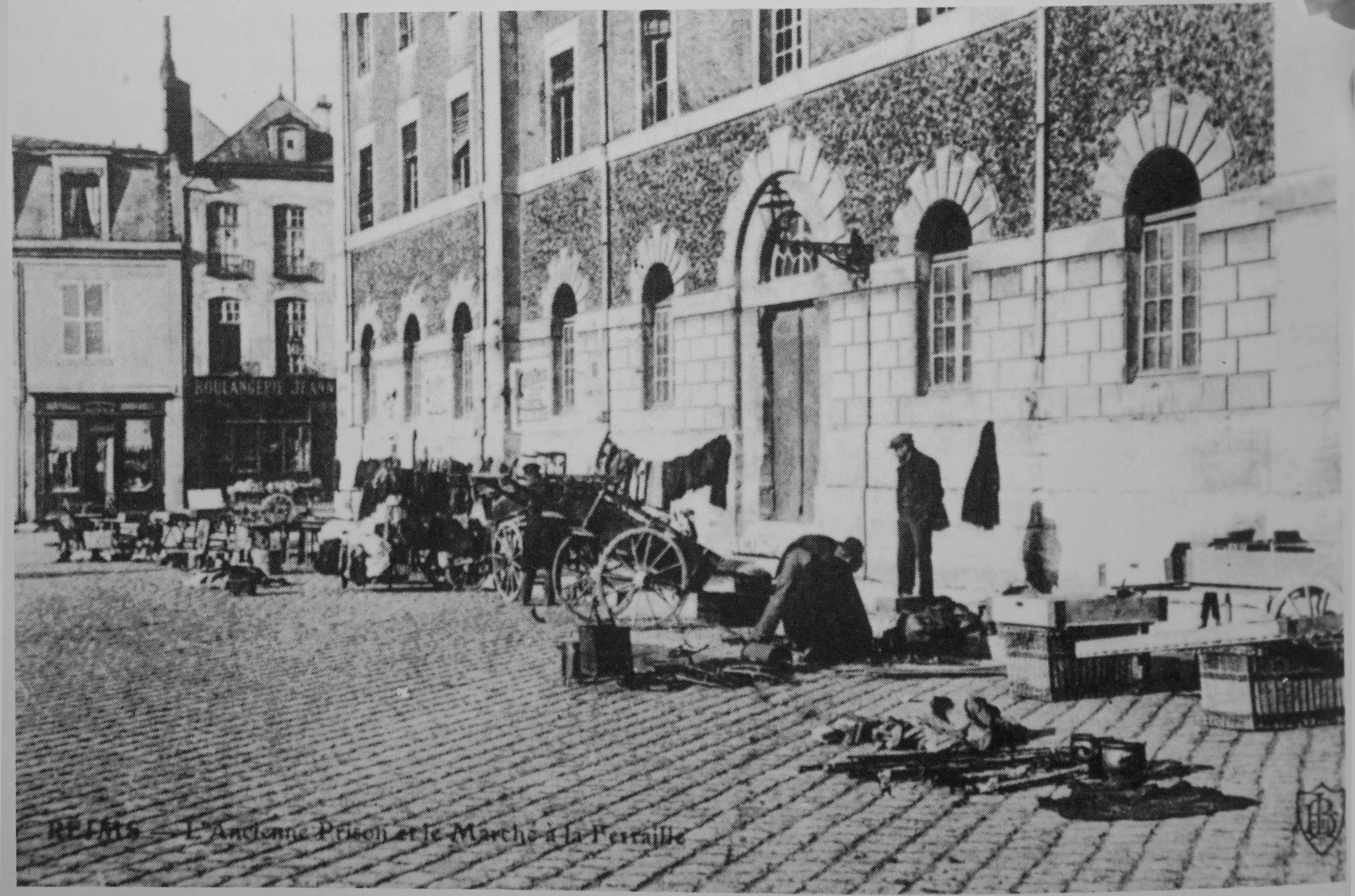
Façade de l'ancienne prison et le marché à la ferraille.

L’ancienne prison est construite en 1835, par l'architecte royal Caristie assisté de Serrurier, architecte de la ville, sur l’actuel emplacement du square du Palais de justice (ancien square Jeanne-d’Arc).
La prison et la gendarmerie quittent le site, et les bâtiments qui les accueillaient et qui donnaient sur le parvis, sont démolis en 1906 pour permettre l’agrandissement du Palais de justice de Reims en 1912.

### XXesiècle: la nouvelle prison
Une nouvelle prison, construite en 1905, est édifiée à l'extrémité de la ville, en façade sur le boulevard Robespierre (rue Danton à l’époque),.
Le 30 mai 1944, le bombardement, qui dévaste le centre du quartier Belin, touche également la prison qui est en partie détruite et non reconstruite à ce jour.

### XXIesiècle: construction d'un nouveau bâtiment
Un bâtiment a fait l’objet d’une extension en 2006,.

## Description
Située au 23 Boulevard Robespierre à Reims, la maison d'arrêt est l'un des deux établissements pénitentiaires du département. Elle dépend du ressort de la direction interrégionale des services pénitentiaires de Strasbourg et, au niveau judiciaire, relève du tribunal judiciaire de Reims et de la cour d'appel de Reims.
L'établissement a une capacité d'accueil de 154 places pour des détenus hommes, majeurs ou mineurs, prévenus ou condamnés à des peines de moins d'un an.
Il est constitué  d’une cour d’honneur, d’un bâtiment administratif, d’un bâtiment principal, en forme de « nef » entourée de coursives sur trois étages, donnant sur deux cours de promenade et un terrain de sport, d’un bâtiment rectangulaire récent, qui fait l’objet d’une extension sur un étage en 2006, donnant sur une cour de promenade.
Le bâtiment de détention est réparti entre un quartier « Maison d'arrêt Hommes » de 102 places, un quartier « Maison d'arrêt Mineurs Hommes » de 10 places et un quartier « Semi-liberté Hommes » de 42 places.
Au 1er février 2022, l'établissement accueillait 138 détenus, soit un taux d'occupation de 89.6%.

## Actions de réinsertion
En 2017, des chantiers d'entretien des cimetières de la ville par des détenus en fin de peine sont organisés dans le cadre d'actions de réinsertion. Ces actions sont régulièrement renouvelées, notamment en 2018, 2019 et 2021.
En 2021, une action de nettoyage du Lac du Der par des détenus de la maison d'arrêt est également mise en place.

## Événements notables
En 2010, un détenu s'évade de l'établissement en réussissant à un enlever un barreau de sa cellule, ce qui lui a permis d'atteindre la cour d'honneur. Il s'introduit ensuite dans un local technique où il trouve une échelle, ce qui lui permet de franchir le mur d'enceinte. L'évasion a été facilité par une panne des caméra de surveillance couvrant le chemin de ronde.
En 2020, deux détenus de la maison d'arrêt organise une collecte de fonds à destination du personnel soignant du CHU de Reims et récoltent ainsi 1068€,. La même année, un détenu s'évade en se glissant parmi un groupe de détenus autorisés à sortir de l'établissement dans le cadre d'une semi-liberté,.